# Метрика на Шварцшилд
Метриката на Шварцшилд в общата теория на относителността е решението на уравненията на Айнщайн, което описва гравитационното поле около сферична маса, допускайки, че електрическият заряд и моментът на импулса на масата, както и космологичната константа са равни на нула. Решението е полезно при правенето на приближения за описване на бавно въртящи се астрономически обекти, включително много звезди и планети, сред които и Слънцето и Земята. Метриката е открита от Карл Шварцшилд през 1916 г.
Метриката на Шварцшилд е най-общото сферично симетрично вакуумно решение на уравненията на Айнщайн. Черната дупка на Шварцшилд представлява черна дупка, която нито има електричен заряд, нито момент на импулса. Такава черна дупка се описва от метриката на Шварцшилд и не може да бъде разграничена от друга черна дупка на Шварцшилд, освен по масата ѝ.
Черната дупка на Шварцшилд се характеризира от околна сферична граница, наречена хоризонт на събитията, която се намира при радиуса на Шварцшилд. Границата не е физическа повърхност, а ако човек премине хоризонта на събитията (преди да бъде разкъсан от приливните сили), той не би забелязал никаква физическа повърхност. Това е математическа повърхност, който има значение при определянето на свойствата на черната дупка. Всяка невъртяща се и незаредена маса, която е по-малка от радиуса на Шварцшилд, образува черна дупка. Решението на уравненията на Айнщайн е валидно за всяка маса M, така че по принцип черна дупка на Шварцшилд с каквато и да е маса би могла да съществува, ако условията са достатъчно благоприятни за сформирането ѝ.

## Извеждане
Метриката на Шварцшилд е сферично симетрична Лоренцова метрика, дефинирана в подмножеството
{\displaystyle \mathbb {R} \times \left(E^{3}-O\right)\cong \mathbb {R} \times (0,\infty )\times S^{2}}
където {\displaystyle E^{3}} е 3-измерно Евклидово пространство, а {\displaystyle S^{2}\subset E^{3}} е 2-сферата. Ротационната група {\displaystyle SO(3)=SO(E^{3})} действа върху {\displaystyle E^{3}-O} или {\displaystyle S^{2}} като въртене около центъра {\displaystyle O}, оставйки първия фактор {\displaystyle \mathbb {R} } непроменен. Метриката на Шварцшилд е решението на уравненията на Айнщайн в празно пространство, което означава, че то важи само извън тяло с гравитация. Тоест, за сферично тяло с радиус {\displaystyle R}, решението е валидно за {\displaystyle r>R}. За да се опише гравитационното поле в и извън гравитационното тяло, метриката на Шварцшилд трябва да се съчетае с подходящо вътрешно решение при {\displaystyle r=R}.
В координати на Шварцшилд ({\displaystyle t,r,\theta ,\phi }), метриката на Шварцшилд има вида:
{\displaystyle g=-c^{2}\,{d\tau }^{2}=-\left(1-{\frac {r_{\mathrm {s} }}{r}}\right)c^{2}\,dt^{2}+\left(1-{\frac {r_{\mathrm {s} }}{r}}\right)^{-1}\,dr^{2}+r^{2}g_{\Omega },}
където {\displaystyle g_{\Omega }} е метриката на 2-сферата, тоест {\displaystyle g_{\Omega }=\left(d\theta ^{2}+\sin ^{2}\theta \,d\varphi ^{2}\right)}. Освен това,
- {\displaystyle d\tau ^{2}} е положително за криволинейно време, а {\displaystyle \tau } е собственото време (измервано от часовник, движещ се по същата световна линия с тестовата частица),
- {\displaystyle c} е скоростта на светлината,
- {\displaystyle t} е времевата координата (измервана от неподвижен часовник, разположен безкрайно далеч от масивното тяло),
- {\displaystyle r} е радиалната координата (измервана като обиколката, разделена на 2π, на сфера, центрирана около масивното тяло),
- {\displaystyle \Omega } е точка върху 2-сферата {\displaystyle S^{2}},
- {\displaystyle \theta } е географската ко-ширина на {\displaystyle \Omega } (ъгъл от север в радиани), определяна чрез случайно избиране на ос z,
- {\displaystyle \phi } е географската дължина на {\displaystyle \Omega } (също в радиани) около избраната ос z,
- {\displaystyle r_{s}} е радиусът на Шварцшилд на масивното тяло, мащабен коефициент, който е свързан с масата му {\displaystyle M} чрез {\displaystyle r_{s}={\frac {2GM}{c^{2}}}}, където {\displaystyle G} е гравитационната константа.[2]

Метриката на Шварцшилд има сингулярност за {\displaystyle r=0}, което е присъща сингулярност на кривината. Има сингулярност и при хоризонта на събитията {\displaystyle r=r_{s}}. В зависимост от гледната точка, метриката има дефиницира само във външната област {\displaystyle r>r_{s}}, само във вътрешната област {\displaystyle r<r_{s}} или тяхното дизюнктно обединение. Все пак, метриката всъщност не е сингулярна при хоризонта на събитията, тъй като там има подходящи координати. За {\displaystyle r\gg r_{s}}, метриката на Шварцшилд е асимптотична спрямо стандартната Лоренцова метрика в пространството на Минковски. За почти всички астрофизически обекти, съотношението {\displaystyle {\frac {r_{s}}{r}}} е изключително малко. Например, радиусът на Шварцшилд {\displaystyle r_{s}^{(\mathrm {E} )}} на Земята е грубо 8,9 mm, докато Слънцето, което е 3,3×105 по-масивно, има радиус на Шварцшилд {\displaystyle r_{s}^{(\mathrm {S} )}} от около 3 km. Съотношението става голямо само в близост до черни дупки или други свръхплътни обекти, като например неутронни звезди.
Оказва се, че радиалната координата има физическо значение като „същинското разстояние между две събития, които протичат едновременно спрямо радиално движещите се геодезически часовници, докато двете събития се намират на една и съща радиална координатна линия“. Решението на Шварцшилд е аналогично с класическата Нютонова теория за гравитацията, която се отнася за гравитационното поле около точкова частица. Дори на повърхността на Земята, грешката на Нютоновата гравитация съставлява една част на милиард.